# Real Betis Balompié 2016-2017
Questa voce raccoglie le informazioni del Betis Siviglia nelle competizioni ufficiali della stagione 2016-2017.

## Rosa
Rosa, ruoli e numerazione ricavati dal sito ufficiale del Real Betis Balompié. Aggiornata al 31 agosto 2016.
| N. |                        | Ruolo | Calciatore        |
| -- | ---------------------- | ----- | ----------------- |
| 1  | Spagna (bandiera)      | P     | Dani Giménez      |
| 2  | Spagna (bandiera)      | D     | Rafa Navarro      |
| 3  | Spagna (bandiera)      | D     | Álex Martínez     |
| 4  | Spagna (bandiera)      | D     | Bruno             |
| 5  | Brasile (bandiera)     | C     | Petros            |
| 6  | Cile (bandiera)        | C     | Felipe Gutiérrez  |
| 8  | Francia (bandiera)     | C     | Jonas Martin      |
| 9  | Paraguay (bandiera)    | A     | Antonio Sanabria  |
| 10 | Spagna (bandiera)      | C     | Dani Ceballos     |
| 11 | Spagna (bandiera)      | C     | Matías Nahuel     |
| 12 | Italia (bandiera)      | D     | Cristiano Piccini |
| 13 | Spagna (bandiera)      | P     | Antonio Adán      |
| 14 | Danimarca (bandiera)   | D     | Riza Durmisi      |
| 15 | Paesi Bassi (bandiera) | C     | Ryan Donk         |

| N. |                      | Ruolo | Calciatore      |
| -- | -------------------- | ----- | --------------- |
| 16 | Spagna (bandiera)    | C     | Álvaro Cejudo   |
| 17 | Spagna (bandiera)    | C     | Joaquín         |
| 18 | Ucraina (bandiera)   | A     | Roman Zozulya   |
| 19 | Spagna (bandiera)    | A     | Álex Alegría    |
| 20 | Argentina (bandiera) | D     | Germán Pezzella |
| 21 | Spagna (bandiera)    | C     | Fabián          |
| 22 | Serbia (bandiera)    | C     | Darko Brašanac  |
| 23 | Algeria (bandiera)   | D     | Aïssa Mandi     |
| 24 | Spagna (bandiera)    | A     | Rubén Castro    |
| 25 | Spagna (bandiera)    | P     | Manu Herrera    |
| 28 | Spagna (bandiera)    | D     | José Carlos     |